# Nagroda Juno

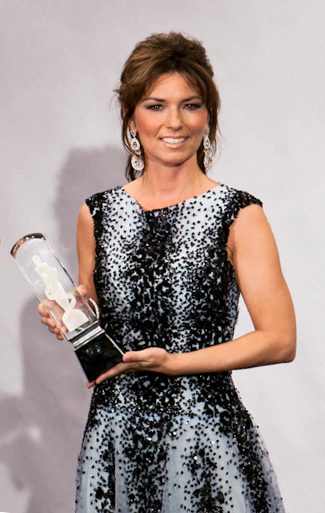
Kanadyjska piosenkarka Shania Twain (laureatka 13 nagród Juno; 30 nominacji) trzymająca w ręku statuetkę Juno, którą otrzymała po tym jak została wprowadzona do Canadian Music Hall of Fame, 27 marca 2011

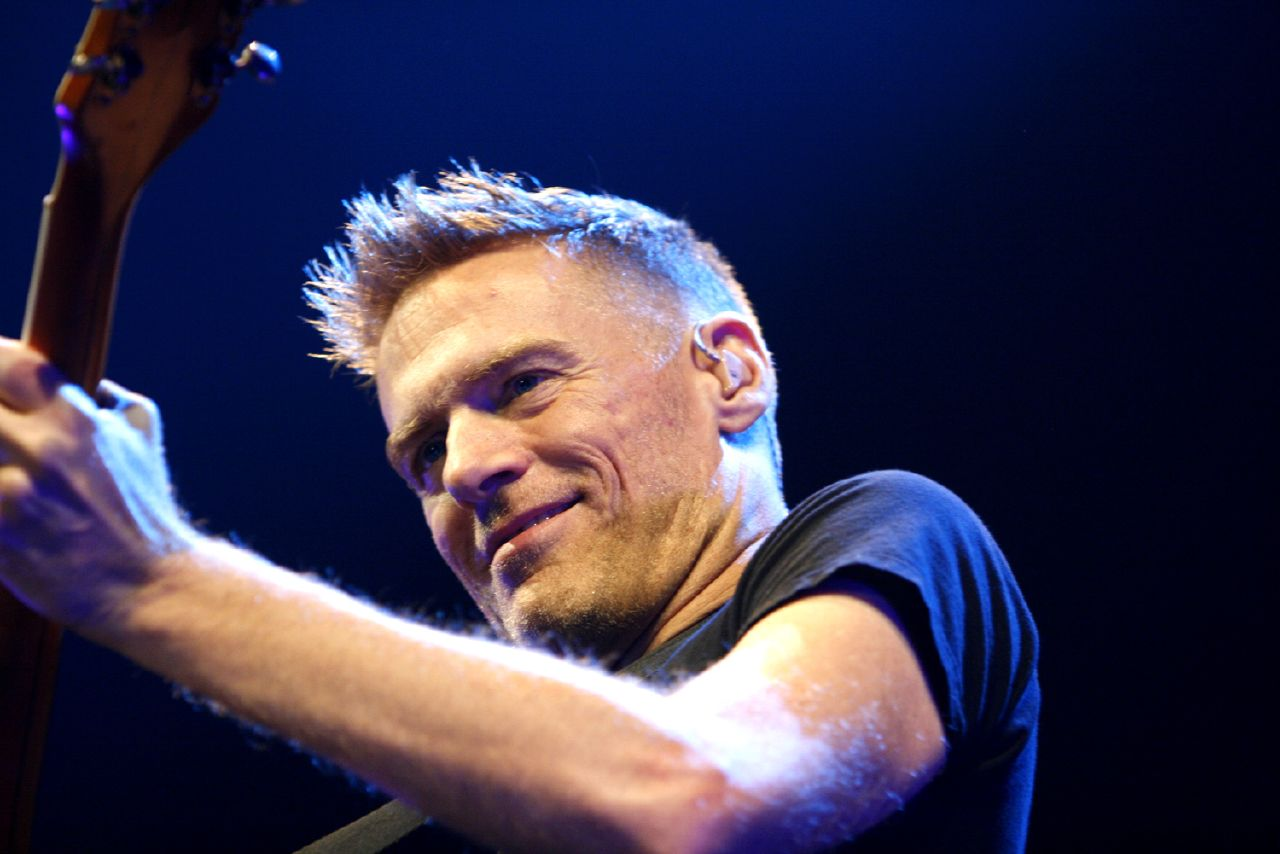
Piosenkarz Bryan Adams, urodzony w Kingston w kanadyjskiej prowincji Ontario, otrzymał 60 nominacji i 19 nagród Juno

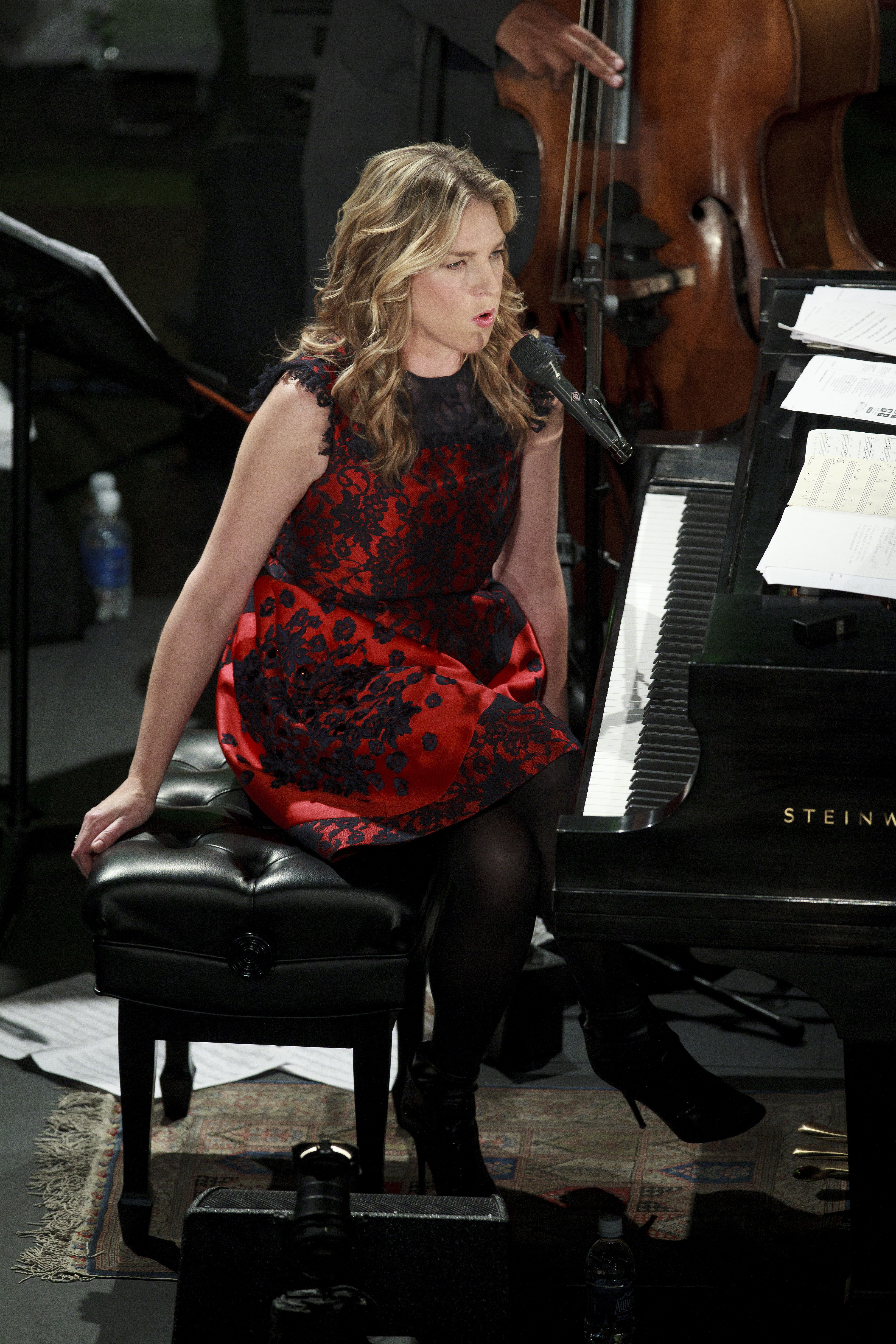
Wokalistka jazzowa Diana Krall jest laureatką 8 nagród Juno (23 nominacje)

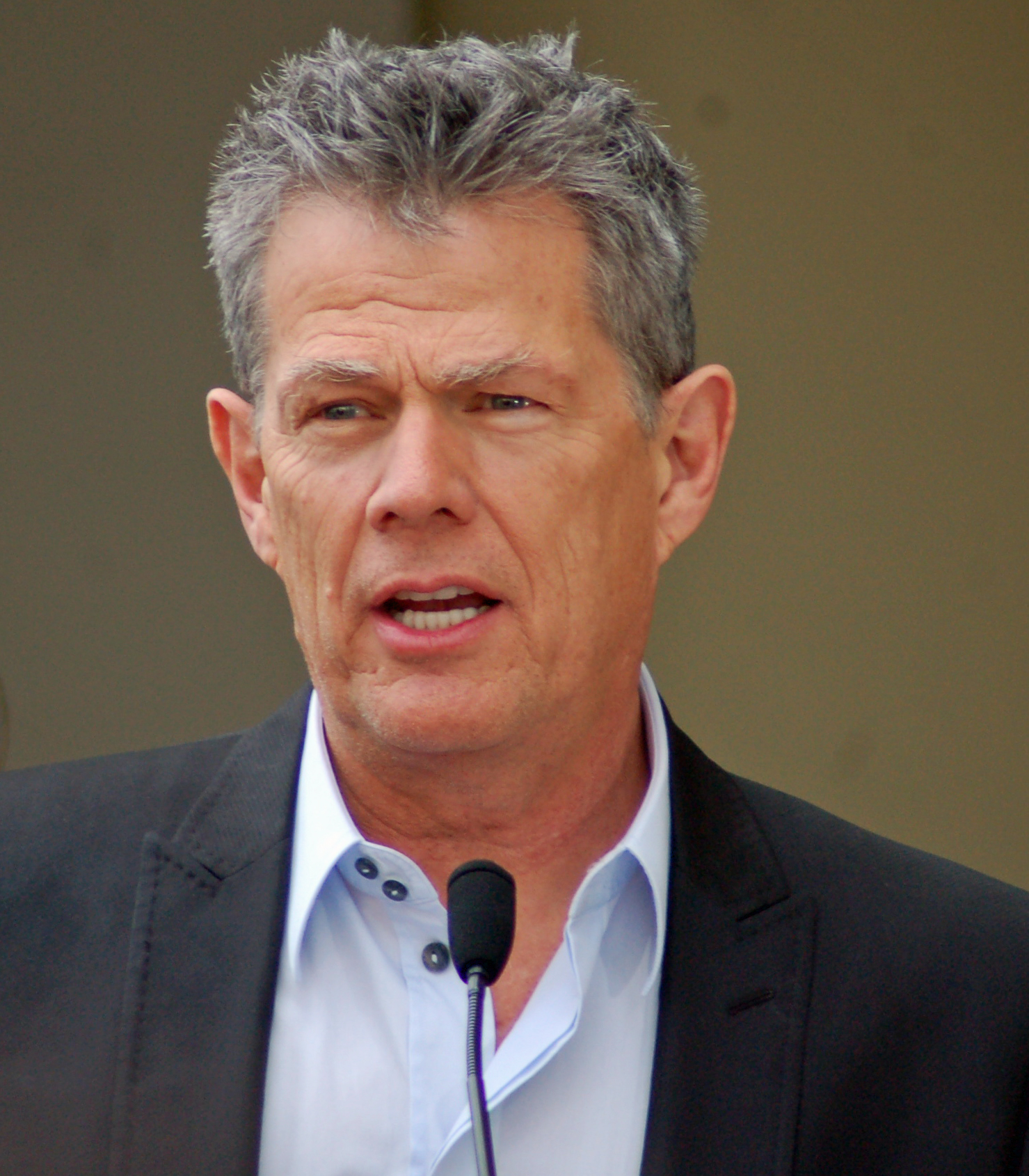
Kanadyjski producent muzyczny, kompozytor, piosenkarz, aranżer i twórca tekstów David Foster zdobył 23 nominacje i 5 nagród Juno

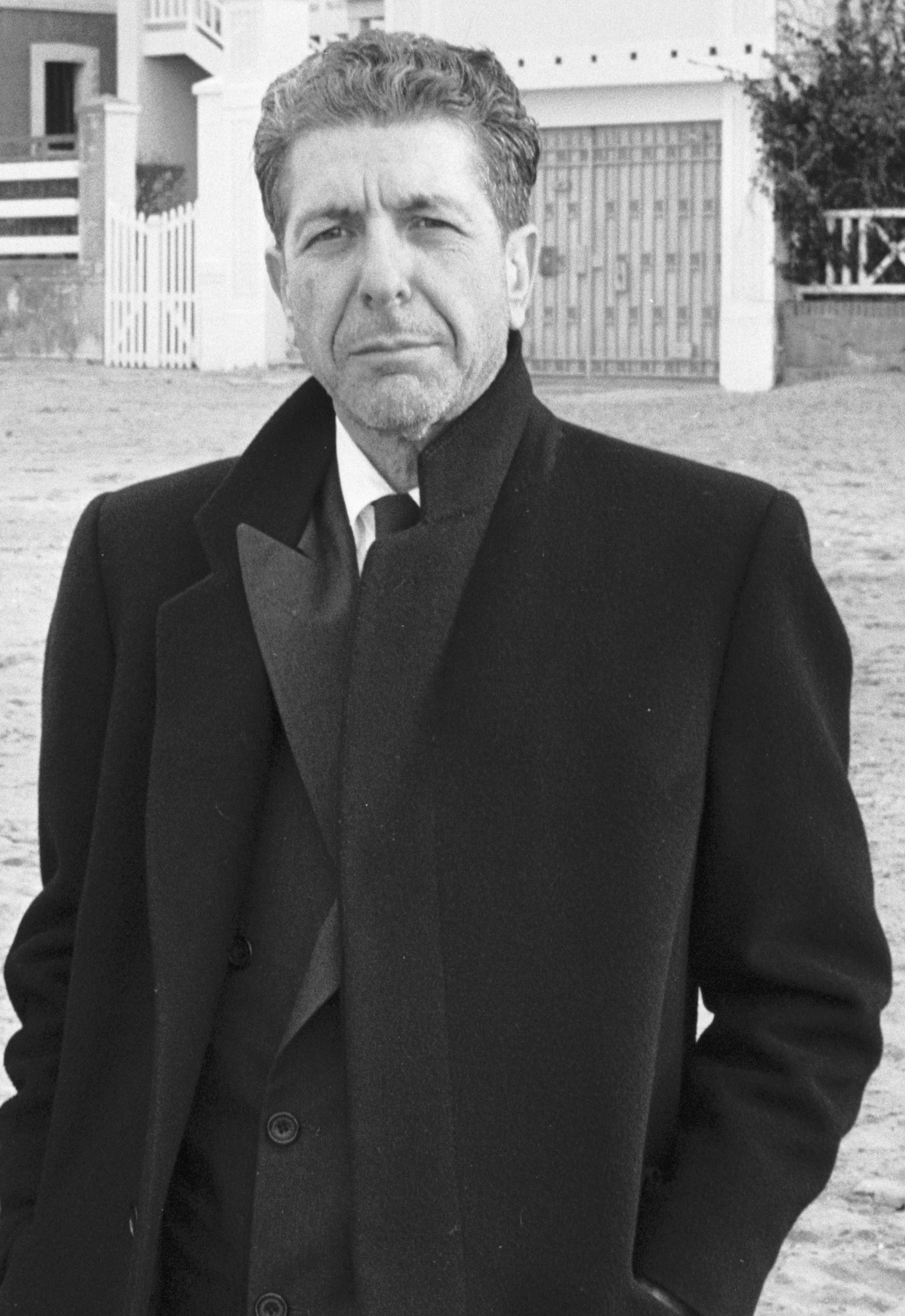
Kanadyjski kompozytor, piosenkarz i twórca tekstów Leonard Cohen otrzymał 25 nominacji i 9 nagród Juno

Nagrody Juno (ang. Juno Awards) – przyznawane corocznie dla kanadyjskich artystów solowych i zespołów muzycznych, celem uhonorowania ich osiągnięć artystycznych i technicznych we wszystkich polach muzyki.
Zwycięzców wybierają zarówno członkowie Canadian Academy of Recording Arts and Sciences, jak i panel ekspertów składający się z osób wybranych przez Canadian Academy of Recording Arts and Sciences. Artyści wprowadzeni do Canadian Music Hall of Fame również otrzymują Nagrodę Juno. Uroczyste uhonorowanie w ten sposób dokonań artystycznych jest częścią corocznej gali „Juno Awards”.

## Historia
Nagroda Juno została ustanowiona w 1964 roku przez redakcję magazynu muzycznego RPM – pierwszego czasopisma poświęconego kanadyjskiemu przemysłowi muzycznemu. Czytelnicy mogli oddawać głosy za pośrednictwem poczty na swoich ulubionych wykonawców w poszczególnych kategoriach muzycznych. Przez kilka lat było to wydarzenie na małą skalę. W 1970 roku zorganizowano RPM Gold Leaf Awards – pierwsze formalne i uroczyste przyznanie statuetek Juno. Uroczysta gala miała miejsce w St. Lawrence Hall w Toronto. W kolejnych latach zmieniono nazwę na Juno Awards.
Nazwa nagrody została nadana na cześć Pierre Juneau (1922–2012) – pierwszego prezesa Kanadyjskiej Komisji Radiowo-telewizyjnej i Telekomunikacyjnej (1968–1975) oraz byłego prezesa Canadian Broadcasting Corporation.
Nagrodą Juno zostali uhonorowani m.in.: Anne Murray, Celine Dion, Nelly Furtado, Bryan Adams, Leonard Cohen oraz kanadyjskie trio rockowe Rush.

## Artyści zagraniczni
Nagroda jest przyznawana również dla artystów zagranicznych, którzy mogą ją otrzymać w dwóch kategoriach: Międzynarodowy Album Roku (ang. International Album of the Year) oraz Międzynarodowy Artysta Roku (ang. Juno Award for International Entertainer of the Year). Ponadto w latach 1975–1993 przyznawano nagrodę Juno w kategorii Międzynarodowy Singel Roku (ang. International Single of the Year).
W kategorii Międzynarodowy Album Roku uhonorowani zostali tacy wykonawcy i grupy muzyczne jak Elton John (1976), Fleetwood Mac (1978), Bee Gees (1979), Pink Floyd (1981), John Lennon (1982), The Police (1984), Dire Straits (1986), Whitney Houston (1994), The Cranberries (1996), Coldplay (2009) czy Adele (2012).

## Daty i miejsca poszczególnych ceremonii wręczenia nagrody Juno
| Nagrody Juno – daty i miejsca ceremonii wręczenia statuetek |                                                            |                                                            |                                                            |                                                            |                                                            |
| Rok                                                         | Date                                                       | Miasto                                                     | Obiekt                                                     | Prezenter                                                  | Transmisja telewizyjna                                     |
| 1970                                                        | 23 lutego                                                  | Toronto, Ontario                                           | St. Lawrence Hall                                          | George Wilson                                              | nie transmitowano                                          |
| 1971                                                        | 22 lutego                                                  | Toronto, Ontario                                           | St. Lawrence Hall                                          | George Wilson                                              | nie transmitowano                                          |
| 1972                                                        | 28 lutego                                                  | Toronto, Ontario                                           | Inn on the Park                                            | George Wilson                                              | nie transmitowano                                          |
| 1973                                                        | 12 marca                                                   | Toronto, Ontario                                           | Inn on the Park                                            | George Wilson                                              | CBC Radio                                                  |
| 1974                                                        | 25 marca                                                   | Toronto, Ontario                                           | Inn on the Park                                            | George Wilson                                              | nie transmitowano                                          |
| 1975                                                        | 24 marca                                                   | Toronto, Ontario                                           | Canadian National Exhibition                               | Paul Anka                                                  | CBC Television                                             |
| 1976                                                        | 15 marca                                                   | Toronto, Ontario                                           | Ryerson Polytechnic Institute                              | John Allan Cameron                                         | CBC Television                                             |
| 1977                                                        | 16 marca                                                   | Toronto, Ontario                                           | Royal York Hotel                                           | David Steinberg                                            | CBC Television                                             |
| 1978                                                        | 28 marca                                                   | Toronto, Ontario                                           | Harbour Castle Hilton                                      | David Steinberg                                            | CBC Television                                             |
| 1979                                                        | 21 marca                                                   | Toronto, Ontario                                           | Harbour Castle Hilton                                      | Burton Cummings                                            | CBC Television                                             |
| 1980                                                        | 2 kwietnia                                                 | Toronto, Ontario                                           | Harbour Castle Hilton                                      | Burton Cummings                                            | CBC Television                                             |
| 1981                                                        | 5 lutego                                                   | Toronto, Ontario                                           | O’Keefe Centre                                             | Andrea Martin                                              | CBC Television                                             |
| 1982                                                        | 14 kwietnia                                                | Toronto, Ontario                                           | Harbour Castle Hilton                                      | Burton Cummings                                            | CBC Television                                             |
| 1983                                                        | 5 kwietnia                                                 | Toronto, Ontario                                           | Harbour Castle Hilton                                      | Burton Cummings i Alan Thicke                              | CBC Television                                             |
| 1984                                                        | 5 grudnia                                                  | Toronto, Ontario                                           | Exhibition Place                                           | Joe Flaherty i Andrea Martin                               | CBC Television                                             |
| 1985                                                        | 4 listopada                                                | Toronto, Ontario                                           | Harbour Castle Hilton                                      | Andrea Martin i Martin Short                               | CBC Television                                             |
| 1986                                                        | 10 listopada                                               | Toronto, Ontario                                           | Harbour Castle Hilton                                      | Howie Mandel                                               | CBC Television                                             |
| 1987                                                        | 2 listopada                                                | Toronto, Ontario                                           | O’Keefe Centre                                             | Howie Mandel                                               | CBC Television                                             |
| 1988                                                        | W tym roku nie odbyła się ceremonia wręczenia nagrody Juno | W tym roku nie odbyła się ceremonia wręczenia nagrody Juno | W tym roku nie odbyła się ceremonia wręczenia nagrody Juno | W tym roku nie odbyła się ceremonia wręczenia nagrody Juno | W tym roku nie odbyła się ceremonia wręczenia nagrody Juno |
| 1989                                                        | 12 marca                                                   | Toronto, Ontario                                           | O’Keefe Centre                                             | Andre-Philippe Gagnon                                      | CBC Television                                             |
| 1990                                                        | 18 marca                                                   | Toronto, Ontario                                           | O’Keefe Centre                                             | Rick Moranis                                               | CBC                                                        |
| 1991                                                        | 3 marca                                                    | Vancouver, Kolumbia Brytyjska                              | Queen Elizabeth Theatre                                    | Paul Shaffer                                               | CBC Television                                             |
| 1992                                                        | 29 marca                                                   | Toronto, Ontario                                           | O’Keefe Centre                                             | Rick Moranis                                               | CBC Television                                             |
| 1993                                                        | 21 marca                                                   | Toronto, Ontario                                           | O’Keefe Centre                                             | Celine Dion                                                | CBC Television                                             |
| 1994                                                        | 20 marca                                                   | Toronto, Ontario                                           | O’Keefe Centre                                             | Roch Voisine                                               | CBC Television                                             |
| 1995                                                        | 26 marca                                                   | Hamilton, Ontario                                          | Copps Coliseum                                             | aktorzy z This Hour Has 22 Minutes                         | CBC Television                                             |
| 1996                                                        | 10 marca                                                   | Hamilton, Ontario                                          | Copps Coliseum                                             | Anne Murray                                                | CBC Television                                             |
| 1997                                                        | 9 marca                                                    | Hamilton, Ontario                                          | Copps Coliseum                                             | Jann Arden                                                 | CBC Television                                             |
| 1998                                                        | 22 marca                                                   | Vancouver, Kolumbia Brytyjska                              | General Motors Place                                       | Jason Priestley                                            | CBC Television                                             |
| 1999                                                        | 7 marca                                                    | Hamilton, Ontario                                          | Copps Coliseum                                             | Mike Bullard                                               | CBC                                                        |
| 2000                                                        | 12 marca                                                   | Toronto, Ontario                                           | SkyDome                                                    | The Moffatts                                               | CBC Television                                             |
| 2001                                                        | 4 marca                                                    | Hamilton, Ontario                                          | Copps Coliseum                                             | Rick Mercer                                                | CBC Television                                             |
| 2002                                                        | 14 kwietnia                                                | St John’s, Nowa Fundlandia i Labrador                      | Mile One Stadium                                           | Barenaked Ladies                                           | CTV                                                        |
| 2003                                                        | 6 kwietnia                                                 | Ottawa, Ontario                                            | Corel Centre                                               | Shania Twain                                               | CTV                                                        |
| 2004                                                        | 4 kwietnia                                                 | Edmonton, Alberta                                          | Rexall Place                                               | Alanis Morissette                                          | CTV                                                        |
| 2005                                                        | 3 kwietnia                                                 | Winnipeg, Manitoba                                         | MTS Centre                                                 | Brent Butt                                                 | CTV                                                        |
| 2006                                                        | 2 kwietnia                                                 | Halifax, Nowa Szkocja                                      | Halifax Metro Centre                                       | Pamela Anderson                                            | CTV                                                        |
| 2007                                                        | 1 kwietnia                                                 | Saskatoon, Saskatchewan                                    | Credit Union Centre                                        | Nelly Furtado                                              | CTV                                                        |
| 2008                                                        | 6 kwietnia                                                 | Calgary, Alberta                                           | Pengrowth Saddledome                                       | Russell Peters                                             | CTV                                                        |
| 2009                                                        | 29 marca                                                   | Vancouver, Kolumbia Brytyjska                              | General Motors Place                                       | Russell Peters                                             | CTV                                                        |
| 2010                                                        | 18 kwietnia                                                | St John’s, Nowa Fundlandia i Labrador                      | Mile One Centre                                            | Bez prezentera                                             | CTV                                                        |
| 2011                                                        | 27 marca                                                   | Toronto, Ontario                                           | Air Canada Centre                                          | Drake                                                      | CTV                                                        |
| 2012                                                        | 1 kwietnia                                                 | Ottawa, Ontario                                            | Scotiabank Place                                           | William Shatner                                            | CTV                                                        |
| 2013                                                        | 21 kwietnia                                                | Regina, Saskatchewan                                       | Brandt Centre                                              | Michael Bublé                                              | CTV                                                        |
| 2014                                                        | 30 marca                                                   | Winnipeg, Manitoba                                         | MTS Centre                                                 | Classified, Johnny Reid, Serena Ryder                      | CTV                                                        |
| 2015                                                        | 15 marca                                                   | Hamilton, Ontario                                          | FirstOntario Centre                                        | Jacob Hoggard                                              | CTV                                                        |
| 2016                                                        | 3 kwietnia                                                 | Calgary, Alberta                                           | Scotiabank Saddledome                                      | Jann Arden, Jon Montgomery                                 | CTV                                                        |
| 2017                                                        | 2 kwietnia                                                 | Ottawa, Ontario                                            | Canadian Tire Centre                                       | Bryan Adams, Russell Peters                                | CTV                                                        |
| 2018                                                        | 2 kwietnia                                                 | Vancouver, Kolumbia Brytyjska                              | Rogers Arena                                               | Michael Bublé                                              | CBC Television                                             |
| 2019                                                        | 17 marca                                                   | London, Ontario                                            | Budweiser Gardens                                          | Sarah McLachlan                                            | CBC Television                                             |
| 2020                                                        | 29 czerwca                                                 | wirtualnie                                                 | wirtualnie                                                 | Odario Williams oraz Damhnait Doyle                        | CBC Gem                                                    |
| 2021                                                        | 6 czerwca                                                  | Toronto, Ontario                                           | Rebel Nightclub                                            | Angeline Tetteh-Wayoe                                      | CBC Television                                             |
| 2022                                                        | 15 maja                                                    | Toronto, Ontario                                           | Budweiser Stage                                            | Simu Liu                                                   | CBC Television                                             |
| 2023                                                        | 13 marca                                                   | Edmonton                                                   | Rogers Place                                               | Simu Liu                                                   | CBC Television                                             |